# لیلی آدیسون
 لیلی آدیسون (انگلیسی: Lily Addison؛ زاده ۲۱ دسامبر ۱۸۸۵ درگذشته ۲۷ نوامبر ۱۹۸۲) یک تنیس‌باز اهل استرالیا بود. 